# 下奧維森格拉本河

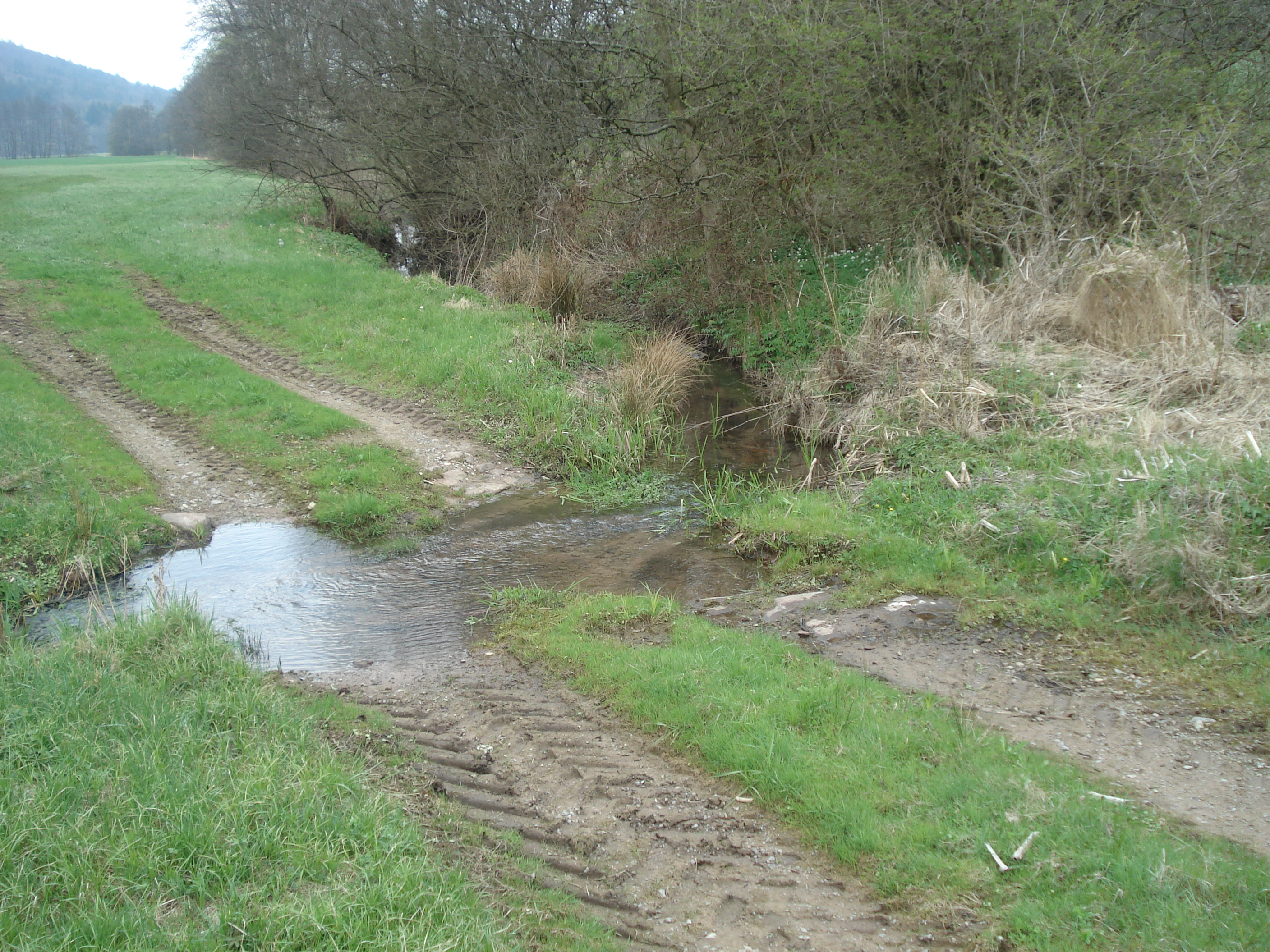

50°0′43.19″N 9°33′23.25″E / 50.0119972°N 9.5564583°E
下奧維森格拉本河（德語：Unterer Auwiesengraben），是德國的河流，位於該國東南部，由巴伐利亞負責管轄，屬於洛爾河的左支流，河道全長1.1公里，流經美因-施佩薩特縣。